# 史密斯冰川
史密斯冰川（英語：Smith Glacier）是南極洲的冰川，全長超過160公里，發源自托尼山，朝著東南方向流動，注入阿蒙森海，其支流科勒冰川注入多特森冰架。
75°05′S 112°00′W / 75.083°S 112.000°W